# Pierre Nguyễn Văn Nhơn
Pierre Nguyễn Văn Nhơn (Ðà Lat, 1º aprile 1938) è un cardinale e arcivescovo cattolico vietnamita.

## Biografia
Pierre Nguyễn Văn Nhơn è nato il 1º aprile 1938 a Đà Lạt, capoluogo della provincia di Lam Dong, in Vietnam. Oltre a lui, la sua famiglia, profondamente credente da molte generazioni, è formata da sei tra fratelli e sorelle. L'essere cattolici in quel periodo, e soprattutto negli anni successivi, è stato però un grave rischio: infatti, dopo la fine della Guerra d'Indocina contro la Francia, il Vietnam si è diviso in due: il Vietnam del Nord, sotto influenza comunista, e il Vietnam del Sud, influenzato dall'occidente. Il Nord ha dato vita ad una persecuzione contro i cristiani, costringendone alla fuga circa 800.000 verso il Sud.

### Formazione e sacerdozio
Dopo aver compiuto gli studi primari nella città natale, ha deciso di seguire la sua vocazione al sacerdozio, così il 26 ottobre 1949, all'età di undici anni, è entrato nel seminario minore di San Giuseppe a Saigon. Nel 1958 si è iscritto presso il seminario maggiore di San Pio X a Đà Lạt, dove è rimasto a studiare per dieci anni, fino al 1968, nel contesto della sanguinosa Guerra del Vietnam. È stato ordinato presbitero il 21 dicembre 1967 per la diocesi di Ðà Lat, da monsignor Simon Hoa Nguyên-van Hien, vescovo diocesano.
Lo stesso vescovo lo ha nominato professore presso il seminario minore della diocesi, ruolo che ha svolto dal 1968 al 1972. Ha poi servito per i successivi tre anni come rettore del seminario maggiore della stessa città. Il 1º aprile 1975, giorno del suo trentasettesimo compleanno, è diventato parroco della cattedrale di Đà Lat, e il 10 settembre successivo è diventato vicario generale della diocesi. Lo stesso anno, dopo il ritiro delle truppe statunitensi dal paese, i vietcong hanno conquistato il Vietnam del Sud entrando nella città di Saigon e ribattezzandola come Hô Chí Minh.

### Episcopato
L'11 ottobre 1991 papa Giovanni Paolo II lo ha nominato vescovo coadiutore di Ðà Lat. La sua consacrazione episcopale è avvenuta il 3 dicembre successivo, nella cattedrale di San Nicola di Bari, per mano di monsignor Barthélemy Nguyễn Sơn Lâm, vescovo della medesima diocesi, assistito da monsignor Paul Nguyễn Văn Hòa, vescovo di Nha Trang, e da monsignor Nicolas Huỳnh Văn Nghi, vescovo di Phan Thiết. Come suo motto episcopale il neo vescovo ha scelto Illum oportet crescere che tradotto vuol dire "Egli deve crescere". Il 23 marzo 1994, a seguito del trasferimento del vescovo Son Lâm alla sede di Thanh Hóa, gli è succeduto come vescovo di Đà Lạt. In ambito della Conferenza Episcopale del Vietnam (CEVN) ha presieduto la commissione per i laici dal 1992 al 1995, e dopo aver partecipato al Sinodo dei vescovi per l'Asia del 1998, è stato vicesegretario generale della stessa dal 1998 al 2001. Nel 2007 è stato eletto in qualità di presidente della CEVN, ruolo che ha svolto fino al 2013, quando gli è subentrato monsignor Paul Bùi Văn Đoc.
Il 22 aprile 2010 papa Benedetto XVI lo ha promosso arcivescovo coadiutore di Hà Nôi a causa del cattivo stato di salute di monsignor Joseph Ngô Quang Kiêt, che ha avuto un soggiorno prolungato a Roma per cure mediche. Essendo l'arcivescovo Ngô Quang Kiệt inviso al governo vietnamita, ci sono state forti pressioni per la sua sostituzione già dal 2009. Anche per questo la Santa Sede ha deciso di nominare una persona più conciliante per guidare l'arcidiocesi, e l'ha trovata nella persona di monsignor Văn Nhon. Dopo neanche un mese, il 13 maggio successivo, papa Ratzinger ha accettato le dimissioni dell'arcivescovo ed automaticamente il coadiutore ha assunto l'ufficio di arcivescovo metropolita di Hà Nôi. Il 29 giugno dello stesso anno, giorno della solennità dei Santi Pietro e Paolo, ha ricevuto il pallio dalle mani di Benedetto XVI, simbolo di comunione tra l'arcivescovo e la Santa Sede, nella Basilica di San Pietro.
Uno dei temi più difesi da monsignor Nguyễn Văn Nhơn è stato quello della lotta per la restituzione di alcuni beni immobiliari ecclesiastici sequestrati dal regime comunista negli anni cinquanta, e lo ha dimostrato in un'intervista affermando che: "La Chiesa chiede che essi le siano restituiti non per sé stessa, per volontà di accaparramento e di arricchimento, ma proprio per far in modo che siano usati a vantaggio di tutto il popolo". A proposito del caso di un monastero carmelitano di Hà Nôi, demolito per far costruire al suo posto un ospedale, egli ha scritto al Primo Ministro vietnamita Nguyễn Tấn Dũng e ai capi dell'amministrazione cittadina per ribadire che l'arcidiocesi non aveva mai devoluto allo Stato nessuno dei 95 edifici di sua proprietà sparsi nella città e oggi utilizzati da istituzioni pubbliche.

### Cardinalato
Il 4 gennaio 2015, dopo l'angelus domenicale, papa Francesco ha annunciato volerlo creare cardinale nel concistoro che si è tenuto presso la Basilica di San Pietro il successivo 14 febbraio, in cui gli sono stati conferiti l'anello, la berretta cardinalizia e il titolo cardinalizio di San Tommaso Apostolo, istituito nella stessa cerimonia; è il sesto prelato vietnamita ad essere elevato al cardinalato.
Il successivo 13 aprile lo stesso Pontefice lo ha nominato membro della Congregazione per l'evangelizzazione dei popoli e del Pontificio consiglio della giustizia e della pace.
Il 6 dicembre dello stesso anno, durante una cerimonia svoltasi alle ore 11, ha preso possesso del titolo cardinalizio.
Il 1º aprile 2018 ha compiuto il suo ottantesimo genetliaco: è il primo dei porporati creati da papa Francesco ad uscire dal novero dei cardinali elettori.
Il successivo 17 novembre lo stesso Pontefice ha accolto la sua rinuncia, per raggiunti limiti di età, al governo pastorale dell'arcidiocesi di Hà Nôi.

## Genealogia episcopale e successione apostolica
La genealogia episcopale è:
- Cardinale Scipione Rebiba
- Cardinale Giulio Antonio Santori
- Cardinale Girolamo Bernerio, O.P.
- Arcivescovo Galeazzo Sanvitale
- Cardinale Ludovico Ludovisi
- Cardinale Luigi Caetani
- Cardinale Ulderico Carpegna
- Cardinale Paluzzo Paluzzi Altieri degli Albertoni
- Papa Benedetto XIII
- Papa Benedetto XIV
- Papa Clemente XIII
- Cardinale Marcantonio Colonna
- Cardinale Giacinto Sigismondo Gerdil, B.
- Cardinale Giulio Maria della Somaglia
- Cardinale Carlo Odescalchi, S.I.
- Vescovo Eugène de Mazenod, O.M.I.
- Cardinale Joseph Hippolyte Guibert, O.M.I.
- Cardinale François-Marie-Benjamin Richard de la Vergne
- Cardinale Pietro Gasparri
- Cardinale Clemente Micara
- Cardinale Jozef-Ernest Van Roey
- Cardinale Leo Jozef Suenens
- Arcivescovo Henri Lemaître
- Vescovo Barthélemy Nguyễn Sơn Lâm, P.S.S.
- Cardinale Pierre Nguyễn Văn Nhơn

La successione apostolica è:
- Vescovo Cosme Hoàng Văn Đạt, S.I. (2008)
- Vescovo Matthieu Nguyễn Văn Khôi (2010)